# Clockwork Angels
Clockwork Angels es el decimonoveno y último álbum de estudio de la banda canadiense de rock progresivo Rush y fue publicado el 8 de junio de 2012 en Australia, el 12 de junio en Canadá y Estados Unidos y el trece del mismo mes en Europa. Anthem Records lo lanzó en Canadá, mientras que la compañía Roadrunner Records hizo lo mismo en el resto del mundo.

## Grabación
Este disco fue grabado en dos estudios diferentes. Primero, se realizaron las primeras grabaciones en abril de 2010 en el estudio Blackbird de Nashville, Tennessee, EUA. En junio de ese año fue lanzado «Caravan», tema que sería el primer sencillo oficial de Clockwork Angels. El lado B de este sencillo fue «BU2B». Se detuvieron las grabaciones de Clockwork Angels debido a la gira Time Machine que realizó la agrupación en 2010 y 2011. Al principio de enero de 2011, se había planeado seguir con Clockwork Angels, sin embargo, Alex Lifeson mencionó que la gira Tour Machine 2011 se había extendido. En octubre de 2011 se reanudó el trabajo de grabación y dos meses después se anunció que habían concluido las grabaciones. Esta vez, las grabaciones se hicieron en Revolution Recording, ubicado en la ciudad de Toronto, Ontario, Canadá.
En abril de 2012 fue lanzado el segundo sencillo titulado «Headlong Fight» a las estaciones de radio y al mercado.

## Arte de portada
El artista gráfico Hugh Syme fue quién se encargó del trabajo de arte de la cubierta de este disco. La portada del álbum muestra un reloj que en lugar de números llevan símbolos alquímicos. Dicho reloj marca las 9:12 —21:12 en sistema horario de 24 horas o 2112 en horario militar— en referencia del álbum 2112 y del propio nombre del disco.

## Recibimiento
El álbum obtuvo una buena aceptación del público, pues en Canadá Clockwork Angels se posicionó en el 1.º lugar de los listados nacionales y vendió más de 20.000 copias en la primera semana. En el mismo país, Clockwork Angels logró certificación de oro por parte de la Asociación Canadiense de la Industria Grabada al haber conseguido ventas de 40.000 copias, dos semanas después de salir al mercado. En los Estados Unidos pasó algo similar, ya que alcanzó el puesto 2.º del Billboard 200 y sus ventas en su semana de lanzamiento fueron de 103.000 unidades; más tarde, en mayo de 2014, Clockwork Angels sería certificado disco de platino por la Asociación de la Industria Grabada de Estados Unidos. En el Reino Unido, no entró en las primeras semanas de su publicación, pero luego de ser tomado en cuenta en las listas y de vender más de 40.000 discos, se ubicó en la primera posición.

## Concepto del álbum
La trama del álbum fue escrita por Kevin J. Anderson, un novelista de ciencia ficción y amigo de Neil Peart. Según Anderson, Clockwork Angels relata la historia de un joven que está persiguiendo sus sueños. Él batalla con fuerzas del orden y el caos. El muchacho se encuentra en un mundo grande donde los colores, imágenes, territorios y personas son encarnados en piratas, carnavales extraños, anarquistas enfurecidos y ciudades perdidas; además el «relojero» (enemigo del protagonista) es quién impone precisión en cada aspecto de su vida.

## Crítica
Thom Jurek de Allmusic le dio una calificación de 4 estrellas de 5 posibles y señaló en su reseña que «musicalmente, Rush siguió en ese camino de progresión de Snakes & Arrows sin perder los grandes riffs y hooks». Culminó diciendo que «Clockwork Angels demostró porque, después de 36 años, la cantidad de seguidores de Rush sigue aumentando. Su atletismo musical y disciplina calistécnica solo se igualan con su creatividad incesable y que estas características son las que expresan un lenguaje musical distintivo».
Metacritic le otorgó una calificación de 74/100 a esta producción musical.

## Lista de canciones
Todas las canciones fueron escritas por Geddy Lee, Alex Lifeson y Neil Peart.

| Side one |                        |          |  |
| N.º      | Título                 | Duración |  |
| 1.       | «Caravan»              | 5:40     |  |
| 2.       | «BU2B»                 | 5:10     |  |
| 3.       | «Clockwork Angels»     | 7:31     |  |
| 4.       | «The Anarchist»        | 6:52     |  |
| 5.       | «Carnies»              | 4:52     |  |
| 6.       | «Halo Effect»          | 3:14     |  |
| 7.       | «Seven Cities of Gold» | 6:32     |  |
| 8.       | «The Wreckers»         | 5:01     |  |
| 9.       | «Headlong Flight»      | 7:20     |  |
| 10.      | «BU2B2»                | 1:28     |  |
| 11.      | «Wish Them Well»       | 5:25     |  |
| 12.      | «The Garden»           | 6:59     |  |
| 66:04    |                        |          |  |

## Créditos

### Rush
- Geddy Lee — voz, bajo, pedales de bajo y sintetizadores.
- Alex Lifeson — guitarra acústica, guitarra eléctrica, guitarra de doce cuerdas y teclados.
- Neil Peart — batería y percusiones.

### Músicos adicionales
- David Campbell — arreglo de cuerdas y conducción.
- Jason Sniderman — piano (en la canción «The Garden»).

### Productores
- Rush — productor
- Nick Raskulinecz — productor.
- Andy Curran — productor ejecutivo.
- Liam Birt — productor asociado.
- Pegi Cecconi — productor asociado.

### Personal de producción
- Richard Chycki — ingeniero de audio.
- Jason DuFour — ingeniero de audio.
- Paul Fig — ingeniero de audio.
- Stephen Kozler — ingeniero de audio.
- Martin Cooke — ingeniero asistente.
- Brian Gardner — masterización.
- Hugh Syme — ilustrador del arte de portada.
- Ray Daniels — administración.

## Certificaciones
| País           | Asociación | Certificación | Copias vendidas |
| -------------- | ---------- | ------------- | --------------- |
| Canadá         | CRIA       | Oro           | 40 000          |
| Estados Unidos | RIAA       | Platino       | 1 000 000       |

## Posicionamiento
| Año  | País           | Lista                   | Posición máxima |
| ---- | -------------- | ----------------------- | --------------- |
| 2012 | Alemania       | Media Control Charts    | 11.º            |
| 2012 | Austria        | Ö3 Austria Top 75       | 57.º            |
| 2012 | Bélgica        | Ultratop 40             | 55.º            |
| 2012 | Canadá         | Canadian Albums Chart   | 1.º             |
| 2012 | España         | Promusicae              | 58.º            |
| 2012 | Estados Unidos | Billboard 200           | 2.º             |
| 2012 | Finlandia      | Suomen virallinen lista | 4.º             |
| 2012 | Francia        | SNEP                    | 173.º           |
| 2012 | Hungría        | Mahasz                  | 32.º            |
| 2012 | Japón          | Oricon                  | 27.º            |
| 2012 | Noruega        | VG-lista                | 4.º             |
| 2012 | Países Bajos   | MegaCharts              | 11.º            |
| 2012 | Reino Unido    | UK Album Chart          | 1.º             |
| 2012 | Suecia         | Sverigetopplistan       | 8.º             |
| 2012 | Suiza          | Schweizer Hitparade     | 21.º            |